# Borboletas Azuis
Em 1961, foi fundada a "Casa de Caridade Jesus no Horto" por Roldão Mangueira de Figueiredo. Tratava-se de uma congregação espiritualista, que tinha como substrato a doutrina católica e como lema "a humildade, a caridade, o amor ao próximo e a Deus".
Roldão nasceu em Conceição do Piancó (Paraíba) e, na década de 1930, migrou para Campina Grande (PB), onde tornou-se um próspero comerciante de algodão, agave e mamona. Depois de um incêndio que destruiu seus estoques, Roldão decidiu cometer suicídio, mas, a caminho do lugar de onde iria pular, teve uma "visão" do Padre Cícero, que o convenceu a continuar a viver e a fundar um centro espiritualista para fazer caridade.
Roldão passou a realizar reuniões espiritualistas chamadas "Mesas Brancas", durante as quais se dizia que aconteciam curas e outros milagres, por isso, muitas pessoas foram atraídas para a congregação que tinha fundado.
Em meados de 1978, integrantes daquela Congregação anunciaram que ocorreria um dilúvio no dia 13 de maio de 1980, segundo mensagem recebida de Jesus Cristo. Naquela época a congregação passou proibir as mulheres de pintarem as unhas, de usar cabelos curtos e vestir calça comprida. As exigências de conduta se tornaram mais severas até o ponto de exigir-se que os congregados utilizassem as mesmas roupas que os discípulos de Jesus usavam, além disso, os congregados passaram a fazer uma peregrinação pelas ruas centrais de Campina Grande, no dia 13 de cada mês, anunciando o dilúvio e conclamando as pessoas a visitar a "Casa de Caridade Jesus no Horto", para se voltarem pra Jesus e escaparem daquela terrível catástrofe. O fato dos congregados utilizarem mantos azuis durante tais peregrinações, levou os moradores da cidade a denominá-los como "Borboletas Azuis", sendo tal denominação rejeitada por integrantes daquela Congregação.
Moradores da cidades muitas vezes insultavam e agrediam fisicamente os congregados durante as peregrinações. Muitos moradores temiam que os "fanáticos" cometessem um suicídio coletivo ao exemplo dos seguidores de Jim Jones, possibilidade que foi rejeitada pelo líder da Congregação. Roldão também rejeitou uma série de boatos que circulavam sobre a Congregação.
Alguns congregados venderam seus bens para se preparar para o anunciado dilúvio. Os congregados estocaram uma grande quantidade de alimentos para se preparar para aquele evento que não se concretizou.
No dia 24 de julho de 1980, Roldão faleceu e Antonio de França assumiu liderança da Congregação. Após a morte de Antônio, a Congregação passou a ser dirigida por Helena Fernandes.